# أبيات الشطرنج

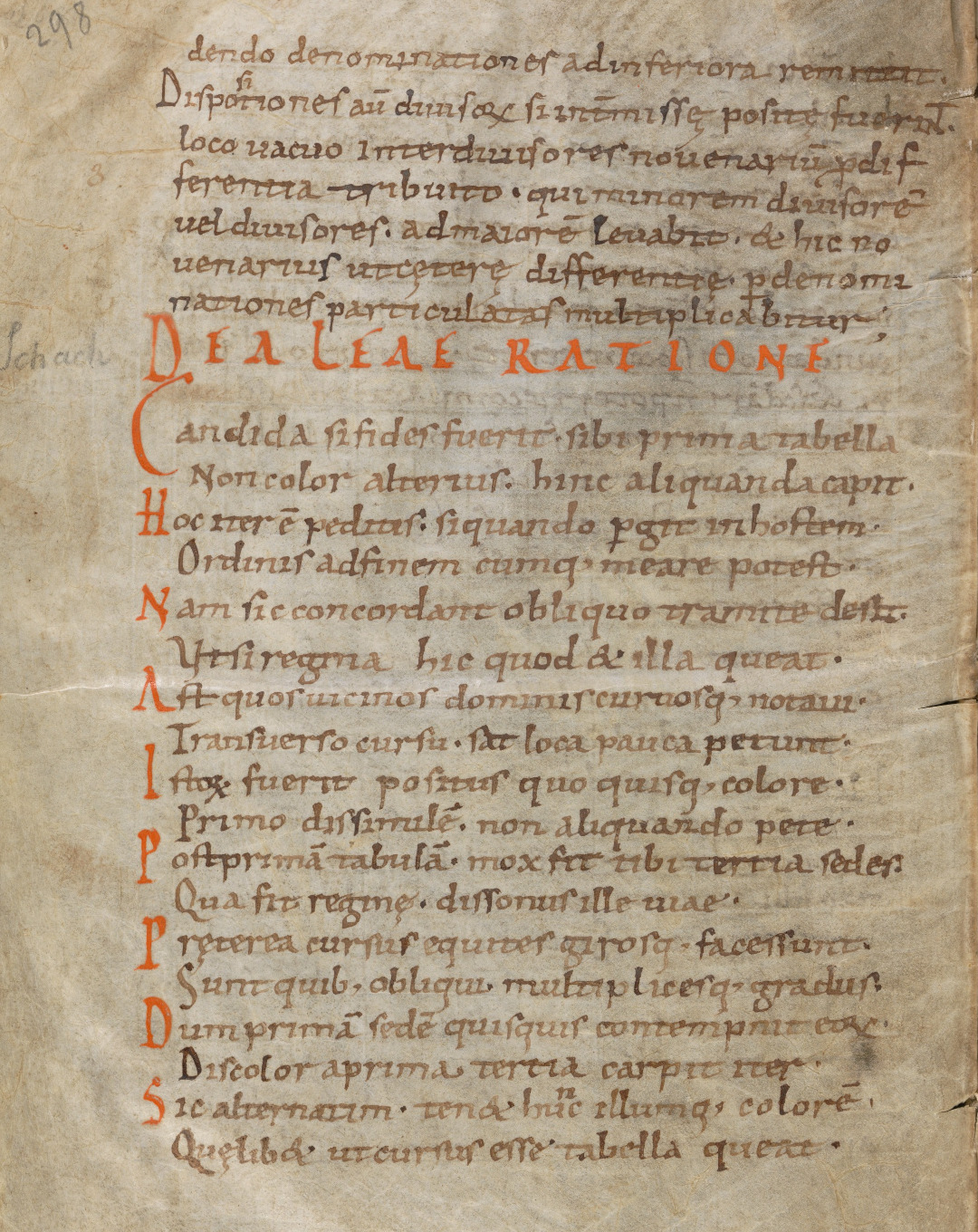

أبيات الشطرنج  (باللاتينية: Versus de Scachis) قصيدة شعرية من القرون الوسطى باللغة اللاتينية حول الشطرنج بواسطة كاتب مجهول وتحوي 98 بيتا، يعود تاريخها إلى حوالي 997 م عثر عليها في مخطوطتين بمدينة إينسيديلن السويسرية، وتعتبر القصيدة أول وصف أوربي للعبة وتحتوي أول مرجع تاريخي للملكة (Regina)، وكذلك وصف لرقعة الشطرنج الملونة.

## المحتوى
تبدأ القصيدة بمدح لعبة الشطرنج، ثم تنتقل لوصف رقعة الشطرنج المشابهة للرقعة الحالي بلونين متناظرين وذلك أول ذكر لرقعة من هذا النوع لأن الرقع الهندية والفارسية والعربية القديمة لم تكن كذلك، وأخيرا تصف بالتفصيل حركات القطع، حيث تختلف في بعضها عن الحركات الحالية، وخاصة الملكة ذكرت بهذا الاسم لأول مرة والتي كانت تتحرك مثل الفرز لتصبح لاحقا بالقرن 15 أقوى قطع الشطرنج.